# محمد بن یوسف بن حسن قوصون
أبو المكرم محمد بن یوسف بن حسن قوصون (بالفارسية: ابو المكرم محمد بن یوسف بن اوزون حسن) وهو أحد سلاطين الآق قويونلو، ولد في تبريز وتوفي في فارس سنة 1500.
حكم بعد مقتل ابن عمه أحمد كوده بالقرب من أصفهان في ديسمبر 1497. استولى على حكم أصفهان وفارس وكرمان بينما حكم أخوه الوند بن يوسف ديار بكر وأذربيجان.
نازع أخاه الوند بن يوسف لانتزاع الحكم منه، خاصة بعد اغتيال أيبه سلطان، لكن رجال قبائل من الموصل ساندوا الوند للسيطرة على حكم ديار بكر.
أطاح به الوند ثم قتله أتباع ابن عمه سلطان مراد في فارس سنة 1500.